# Maryhill Estates
Maryhill Estates – miasto w Stanach Zjednoczonych, w stanie Kentucky, w hrabstwie Jefferson.